# Malice (videojuego)
Malice es un videojuego de plataformas desarrollado por Argonaut Games y publicado por Mud Duck Productions en Norteamérica y Evolved Games en Europa, y fue lanzado en 2004 para Xbox y PlayStation 2.
El ciclo de desarrollo del juego resultó ser bastante problemático, con un cambio de editores, cancelación y una eventual reactivación, el lanzamiento planeado para 2002 del juego eventualmente se retrasaría hasta el verano de 2004.
Malice recibió críticas mixtas y fue el último título de Argonaut lanzado antes de que la compañía presentara su solicitud de administración ese año.

## Trama
El juego trata sobre el regreso de una diosa llamada Malice, que intenta derrotar al malvado Dios Perro con la ayuda del Metal Guardian; el Guardián del Universo, que necesita encontrar ocho claves lógicas para localizar al Dios Perro.

## Personajes
- Malice es una diosa pelirroja. Malice intentó salvar su mundo del Dios Perro, un villano malvado que busca destruir mundo tras mundo. Malicia fracasó y murió después de que el Dios Perro le mordiera la cabeza. En el más allá, Malicia se encuentra con la Muerte, quien rápidamente la echa del inframundo y le dice que no hay lugar para una diosa en el más allá. De vuelta a la vida, Malice se encuentra con Metal Guardian. Él le dice que el Dios Perro está intentando destruir el universo entero y que necesita ocho claves lógicas para localizar al dios. Finalmente le da a Malice un garrote gigante antes de enviarla a su búsqueda que abarca veinte mundos diferentes.
- El Metal Guardian es un reloj gigante que envía a la recién resucitada Malice en su búsqueda. Posee el conocimiento de todos y cada uno de los seres vivos del universo, excepto del Dios Perro, a quien necesita ocho claves lógicas para rastrear. Le pide a Malice que encuentre estas claves lógicas para poder localizar al Dios Perro, lo que a su vez ayudaría a Malice a vengarse y salvar el universo. Mucho más adelante en el juego, The Guardian admite que hizo una apuesta con el Siren Tree a que Malice solo obtendría cuatro de las ocho claves lógicas, pero se demostró que estaba equivocado. The Metal Guardian le da a Malice su garrote y también ofrece mejoras de armas y características adicionales. Después de cierto punto del juego, tendrá una moneda a su alrededor, lo que desbloqueará juegos de bonificación. Cuatro de estas monedas aparecen a lo largo del juego.
- Death aparece en la escena inicial, encontrando a la recientemente fallecida Malice en el inframundo. Le informa a la amnésica Malice que ella era una diosa y, como diosa, no puede estar en el inframundo. Él le dice que se vaya y ajuste cuentas con el Dios Perro. La muerte aparece si Malice pierde todos sus puntos de vida y se convierte en un fantasma. La muerte se queja diciendo que las diosas son "pesadillas administrativas".
- El Dog God es el archienemigo de Malicia y el principal antagonista del juego. Aparece por primera vez en la escena inicial, donde le arranca la cabeza a Malice de un mordisco. Sin ocho claves lógicas especiales, Metal Guardian no puede rastrearlo. Viaja de mundo en mundo, conquistando y destruyendo. Su objetivo final es destruir el universo entero.

## Desarrollo
Originalmente, el juego estaba destinado a ser un título para PlayStation, pero fue trasladado a Xbox como exclusivo el 14 de julio de 2000, sin fecha ni editor anunciado. En agosto de 2001, Argonaut anunció que Vivendi Universal Interactive Publishing publicaría el juego a través de su filial Sierra On-Line, y que también se lanzaría una versión de PlayStation 2.
En mayo de 2002, se anunció que los miembros de la banda de No Doubt harían varias voces en off para el juego, con la cantante Gwen Stefani haciendo la voz de Malice. El juego se mostró más tarde en el stand de Vivendi Universal en el E3 2002. En junio, se anunció que el juego se lanzaría en noviembre.
En octubre de 2002, Sierra y Argonaut acordaron retrasar el juego hasta el verano de 2003. Sin embargo, los problemas financieros de Argonaut resultaron ser problemáticos y, en mayo de 2003, se anunció que Vivendi Universal había cancelado su contrato de desarrollador con Argonaut para el título y que buscarían otro editor para publicar el título, pero al final, devolvieron el dinero. todos los derechos a Argonaut, dejándolos sin otra opción que cancelar el juego.
En enero de 2004, se anunció que el juego fue revivido después de que la filial de ZeniMax Media Mud Duck Productions comprara los derechos de publicación del juego en Norteamérica, y Evolved Games adquirió los derechos de publicación en Europa unas semanas después. El juego fue lanzado silenciosamente en junio de 2004 en los Estados Unidos, y eventualmente sería el último título lanzado de Argonaut, ya que la compañía cerró dos meses después de que saliera la versión de Xbox en Europa.

## Recepción
La versión de PlayStation 2 de Malice recibió críticas "mixtas", mientras que la versión de Xbox recibió "críticas generalmente desfavorables", según el sitio web de agregación de reseñas Metacritic.